# Marie Nizet
Marie Nizet, född 19 januari 1859 i Bryssel, död 15 mars 1922 i Etterbeek var en belgisk poet och skriftställare.
Hon var dotter till François-Joseph Nizet, doktor i juridik, och i hemmet träffade hon många emigranter från Balkan och östeuropa. Hon engagerade sig för Rumänien, som styrdes (eller måhända "förtrycktes") av det ryska imperiet. Nizet publicerade dikter från 1878 och året därpå kom samlingen România (chants de la Roumanie). Hennes intresse för rumänsk folklore kom till uttryck genom boken Le Capitaine Vampire, som hade ett stort inflytande på Bram Stoker. Hon gifte sig sedan, men en snabb skilsmässa gjorde att hon fick uppfostra ett barn ensam. 1923 kom en postum samling kärleksdikter tillägnade hennes älskare Cecil Axel-Veneglia.